# 1326
1326 (MCCCXXVI) fue un año común comenzado en miércoles del calendario juliano.

## Acontecimientos
- 3 de junio: El tratado de Nóvgorod delimita la frontera entre Rusia y Noruega en Finnmark.
- 29 de agosto: Don Juan Manuel, nieto de Fernando III de Castilla, derrota a los musulmanes del reino de Granada en la batalla de Guadalhorce.
- Cambio del emperador Osmán I (1299-1326) a Orhan I (1326-1359) del Imperio otomano.
- Primera ilustración de un cañón.
- Origen de la dinastía de la casa de Alba de Tormes.

## Nacimientos
- 3 de marzo: Iván Krasnyi II, Gran duque de Muscovy († 1359).
- Rinchinbal Kan del Imperio mongol († 1332).
- Rey Luis I de Hungría († 1382).

## Fallecimientos
- 28 de febrero: Duque Leopoldo I de Austria (nacido en 1290).
- 15 de octubre: Walter de Stapledon, obispo inglés (nacido en 1261).
- 17 de noviembre: Edmund FitzAlan, político inglés (nacido en 1285).
- 25 de noviembre: Príncipe Koreyasu, shōgun japonés (nacido en 1264).
- Mondino de Liuzzi, anatomista italiano (nacido en 1275).
- Osmán I, fundador del Imperio otomano (nacido en 1258).
- Juan el Tuerto, hijo del infante Juan de Castilla "el de Tarifa" y nieto de Alfonso X el Sabio, rey de Castilla y León. Asesinado en Toro por orden de Alfonso XI el Justiciero, rey de Castilla y León.